# تپه چم درازه ۱
تپه چم درازه ۱ مربوط به دوره اشکانیان -صدر اسلام است و در شهرستان کنگاور، بخش مرکزی، روستای خزل غربی واقع شده و این اثر در تاریخ ۳۰ تیر ۱۳۸۴ با شمارهٔ ثبت ۱۲۱۶۵ به‌عنوان یکی از آثار ملی ایران به ثبت رسیده‌است.